# Joachim Standfest
Joachim Standfest (* 30. Mai 1980 in Leoben) ist ein ehemaliger österreichischer Fußballspieler und heutiger -trainer. Er spielte hauptsächlich auf der rechten Außenbahn als Verteidiger oder Mittelfeldspieler.

## Karriere

### Als Spieler

#### Verein
Bis zum Alter von 14 Jahren war Standfest als Nachwuchsskispringer aktiv und sprang dabei unter anderem an der Seite des jungen Wolfgang Loitzl.
Joachim Standfest begann seine Fußball-Profikarriere nach einem Jahr beim SV Rottenmann 1998 beim Grazer AK. Mit den Grazern gewann er 2004 die österreichische Meisterschaft, in den Jahren 2000, 2002 und 2004 den ÖFB-Cup, sowie 2000 und 2002 den Supercup. 2003 und 2005 wurde er mit den Rotjacken Vizemeister. Den größten internationalen Erfolg konnte Standfest in der Qualifikation zur UEFA Champions League 2004 an der Anfield Road verbuchen, als das Auswärtsspiel gegen den FC Liverpool mit 1:0 gewonnen wurde.
Im Jänner 2007 wechselte der Obersteirer zum FK Austria Wien, wo er in seinem ersten Jahr zum insgesamt vierten Mal den ÖFB-Cup gewann. Nachdem er nach zwei Jahren bei der Wiener Austria nicht mehr glücklich war, seine Familie lebte nach wie vor in Graz, wechselte Standfest am 7. Juni 2010 nach langem Tauziehen zurück in seine Heimat zum SK Sturm Graz, wo er zum zweiten Mal österreichischer Meister wurde. Von Sommer 2012 bis Sommer 2013 stand er beim Bundesligaabsteiger Kapfenberger SV unter Vertrag. Ab 28. August 2013 spielte er beim Wolfsberger AC.

#### Nationalmannschaft
Sein Debüt in der österreichischen Nationalmannschaft feierte Standfest am 11. Oktober 2003 unter Teamchef Hans Krankl gegen Tschechien. Er nahm an der Europameisterschaft 2008 im eigenen Land teil und spielte im ersten Spiel gegen Kroatien durch, wurde aber danach nicht mehr eingesetzt.

### Als Trainer
Zur Saison 2017/18 beendete Standfest seine Karriere als Spieler und wurde Trainer der drittklassigen Amateure des SK Sturm Graz. Nach dem Abgang von Franco Foda wurde Standfest unter dem neuen Trainer Heiko Vogel, der seit 1. Januar 2018 die Geschicke der Profimannschaft des SK Sturm Graz leitet, Co-Trainer bei den Profis. Standfest blieb auch unter Vogels Nachfolger Roman Mählich Co-Trainer. Nachdem sich die Grazer nach der Saison 2018/19 von Mählich getrennt hatten, verlor auch Standfest seinen Posten. Im September 2019 wurde er Co-Trainer von Klaus Schmidt beim FC Admira Wacker Mödling. Nach Beurlaubung von Schmidt im Februar 2020 wurde auch Standfest beurlaubt.
Zur Saison 2020/21 wurde er Cheftrainer des Zweitligisten SKU Amstetten. Nach der Saison 2020/21 trennte sich Amstetten von Standfest. Im Februar 2022 übernahm er beim FK Austria Wien, für den er als Aktiver schon gespielt hatte, die U-18-Mannschaft als Chefcoach. Im März 2023 löste er seinen Vertrag als Trainer der U-18-Mannschaft bei FK Austria Wien auf und wurde Co-Trainer des SCR Altach an der Seite von Klaus Schmidt, mit welchem er schon früher beim FC Admira Wacker Mödling zusammenarbeitete. Dieser Job kam kurzfristig zustande, weil der SCR Altach den Cheftrainer Miroslav Klose und dessen Co-Trainer Slaven Skeledžić beurlaubt hatte, da sich der Verein zu diesem Zeitpunkt auf dem letzten Tabellenplatz befand.
Schmidt verließ Altach nach Saisonende freiwillig wieder, woraufhin Standfest zur Saison 2023/24 zum Cheftrainer des Bundesligisten befördert wurde. Die Saison 2023/24 beendete er mit Altach als Zehnter. Im September 2024 wurde er beurlaubt, Altach belegte in der Saison 2024/25 nach acht Runden den zehnten Rang.

## Titel und Erfolge
- 2 × Österreichischer Meister: 2004, 2011
- 5 × Österreichischer Cupsieger: 2000, 2002, 2004, 2007, 2009
- 2 × Österreichischer Supercupsieger: 2000, 2002
- 34 Spiele und 2 Tore für die österreichische Nationalmannschaft